# Tereza Fajksová

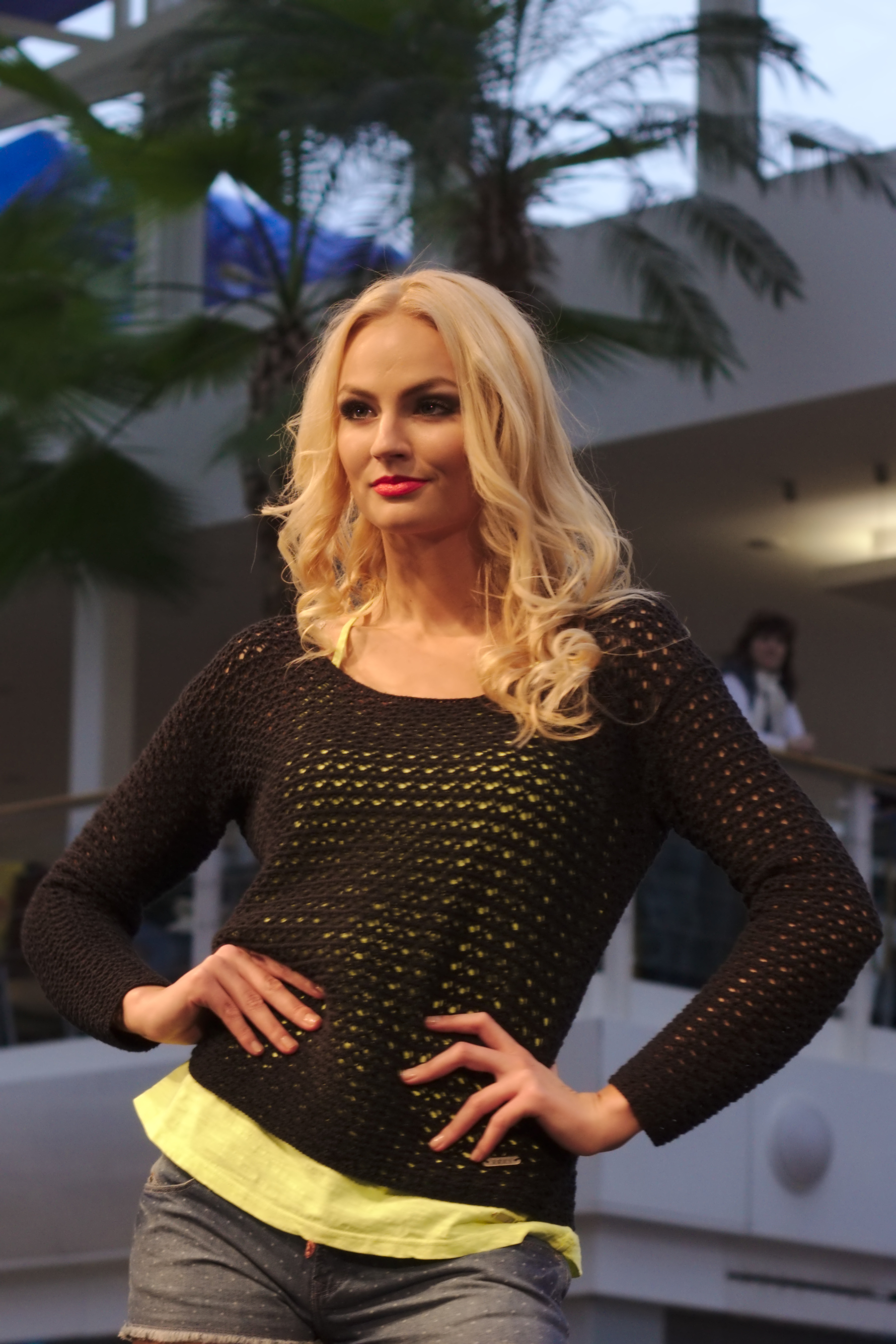
Tereza Fajksová (2013)

Tereza Fajksová, född 17 maj 1989 i Ivančice, är en tjeckisk modell och vinnare av skönhetstävlingen Miss Earth 2012 som avgjordes i Filippinerna.